# Moed
Moed (en hebreu: מועד) (en català: "Festivitat") és el segon ordre de la Mixnà, el primer registre escrit de la Torà oral del poble jueu (també la Tosefta i el Talmud). Dels 6 ordres de la Mixnà, Moed és el tercer ordre més curt. L'ordre de Moed consta de 12 tractats:
El Talmud de Jerusalem té una Guemarà en cadascun dels tractats, mentre que al Talmud de Babilònia només manca el tractat Xekalim. No obstant això, a la majoria de les edicions impreses del Talmud Babilònic (així com en el cicle de Daf Yomi), s'inclou la Guemarà de Jerusalem sobre el tractat Xekalim.
Al Talmud Babilònic els tractats de l'ordre de Moed estan organitzats de la següent manera: Xabbat, Eruvin, Pesahim, Roix Ha-Xanà, Yoma, Sucà, Betsà, Haguigà, Moed Katan, Taanit, i Meguil·là, mentre que la seqüència al Talmud de Jerusalem és Xabbat, Eruvin, Pesahim, Yoma, Xekalim, Sucà, Roix Ha-Xanà, Betsà, Taanit, Meguil·là, Haguigà i Moed Katan.
Durant una festivitat en particular, alguns jueus tenen el costum d'aprendre el tractat en un ordre que detalla les lleis d'aquest festival en particular. (Per exemple: aprenen el tractat de Roix Ha-Xanà durant la festivitat de Roix Ha-Xanà).

## Tractats
Xabbat: (שבת) tracta sobre les 39 prohibicions relacionades amb el treball que no ha de ser realitzat durant el sàbat, anomenades melakhot. Aquest tractat té 24 capítols.
Eruvin: (ערובין) tracta sobre l'Eruv, el límit del perímetre sabàtic, una categoria de construccions i llocs que alteren els dominis del Shabat per poder transportar objectes i viatjar. El tractat té 10 capítols.
Pesahim: (פסחים) ("Festivitat de Péssah") tracta amb les prescripcions pel que fa a la Pasqua jueva i al sacrifici pasqual. El tractat té 10 capítols.
Xekalim: (שקלים) ("sicles") s'ocupa de la recol·lecció del mig sicle així com de la gestió de les despeses del Temple de Jerusalem. Té 8 capítols.
Yoma: (יומא) ("Dia"); és anomenat també Kippurim o Yom Ha-Kippurim ("El Dia de l'Expiació"); tracta sobre les prescripcions de Yom Kippur, especialment la cerimònia del summe sacerdot, el Cohen Gadol. El tractat té 8 capítols.
Sucà: (סוכה) ("Tabernacle"); tracta sobre la festivitat de Sucot (la Festa dels Tabernacles) i sobre la Sucà. També tracta sobre les quatre espècies: (lulav, etrog, hadas, aravà), això és: (branca de palma, cidra, murta i salze) que se sacsegen durant la festa de Sucot. El tractat té 5 capítols.
Betsà: (ביצה) ("Ou"): (es diu així per la primera paraula del tractat, però el seu nom original és Yom Tov, que significa: "Dies festius"). Aquest tractat tracta principalment sobre les regles que han de ser observades durant els dies festius. Té 5 capítols.
Roix Ha-Xanà: (ראש השנה) ("Any Nou") aquest tractat tracta principalment sobre el cicle del calendari hebreu, que està regulat per la lluna nova, i sobre els serveis de la festivitat de Roix Ha-Xanà (l'any nou jueu). El tractat té 4 capítols.
Taanit: (תענית) ("Dejuni") tracta principalment dels dies especials de dejuni en temps de sequera o altres esdeveniments adversos. Té 4 capítols.
Meguil·là: (מגילה) ("Pergamí") conté principalment regulacions i prescripcions referents a la lectura del pergamí d'Ester durant la festivitat jueva de Purim, i la lectura d'altres passatges de la Torà i els Nevim ("Profetes") a la sinagoga. El tractat té 4 capítols.
Moed Katan: (מועד קטן) ("Petit Festival") tracta sobre el Hol HaMoed, aquests són els dies intermedis del festival de Péssah i de Sukkot. El tractat té 3 capítols.
Haguigà: (חגיגה) ("Ofrena del Festival") tracta dels Tres Festivals de Peregrinació (Péssah, Xavuot i Sucot) i l'ofrena de peregrinació que els homes havien de portar a Jerusalem. Aquest tractat té 3 capítols.